# Lindenhof (Weimar)

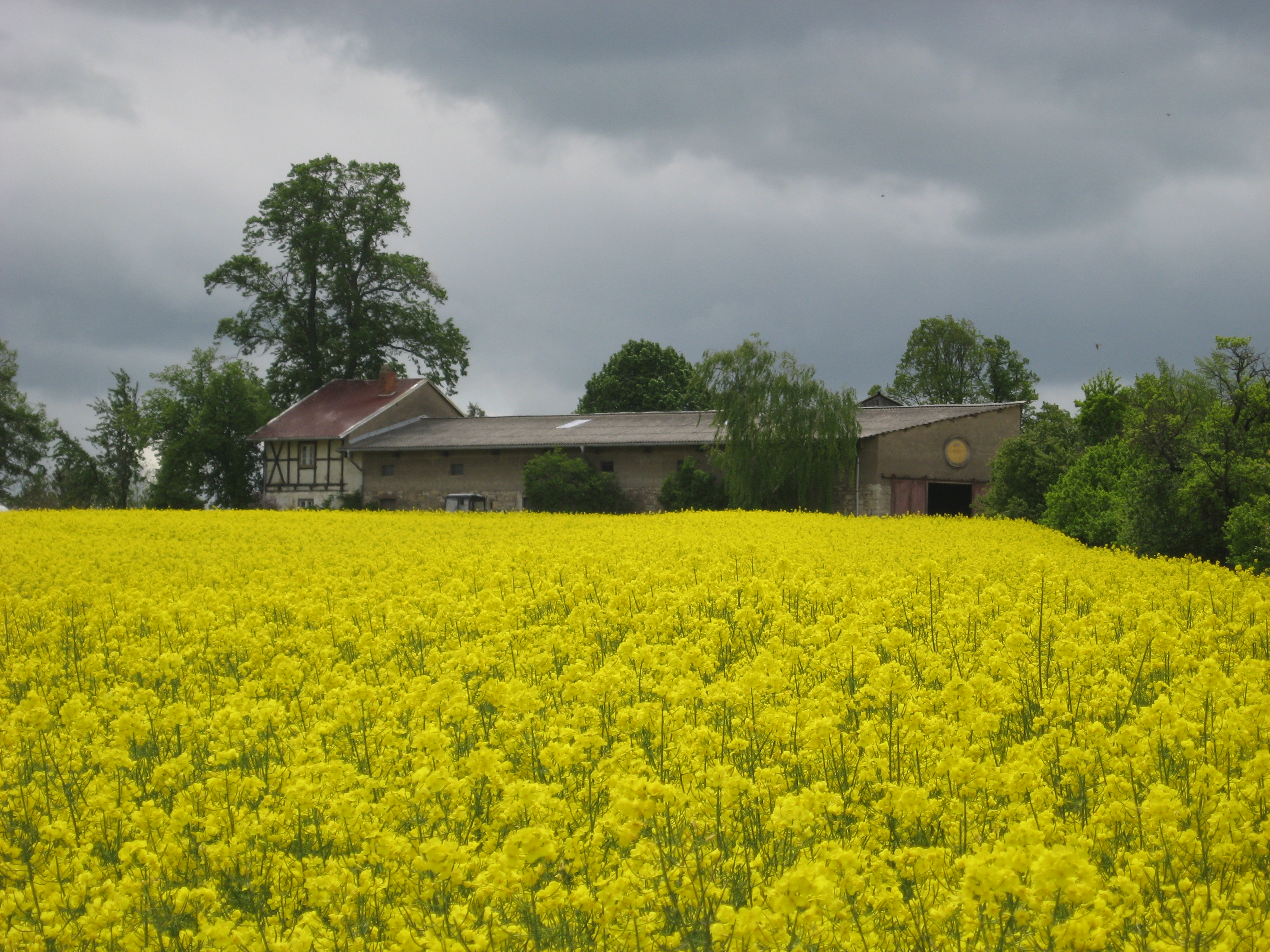
Lindenhof südlich von Weimar

Der Lindenhof ist der Name zweier einzelnstehender Gehöfte auf dem Gehädrich, besser dem Talberg in der Weimarer Südstadt im Ortsteil Neu-Ehringsdorf, auf dem sich eine Schäferei befand. Heute wird der Hof wieder durch eine Schäferei genutzt. Eine von der Belvederer Allee abzweigende Straße wurde nach diesem benannt und heißt Lindenhofsweg.  Nicht weit davon entfernt befindet sich der Sender Weimar. Der Lindenhofsweg kreuzt den Goethewanderweg Weimar–Großkochberg.
Er ist nicht zu verwechseln mit der Pension Lindenhof, die sich in Kromsdorf befindet!